# Подобед, Порфирий Артемьевич
Порфирий Артемьевич Подобед (3 (16) октября 1886 — 9 ноября 1965) — советский актёр и режиссёр.

## Биография
Родился 3 (16) октября 1886 год в семье Елены Фёдоровны Карри (1868—1932), известной оперной певицы, сводной сестры Владимира и Василия Немировичей-Данченко. Получил военное образование. В 1908 году окончил Морской кадетский корпус. Корабельным гардемарином участвовал в спасении пострадавших от разрушительного Мессинского землетрясения. В 1909 году был произведён в мичманы, а 6 декабря 1912 года — в лейтенанты.
Участник Первой мировой войны. В звании старшего лейтенанта командовал минированием Финского залива. Этот и последующие этапы жизни Подобеда нашли отражение в мемуарах революционера Дмитрия Ивановича Иванова «Я — матрос „Гангута“!», который служил под его командованием. Из них следует, что в 1915 году Порфирий Артемьевич был членом экипажа линкора «Гангут», но после бунта, устроенного командой, оказался списан на берег. Отмечается, что сам он разделял революционные взгляды матросов и позднее оказывал содействие подпольщикам. В дальнейшем продолжил службу на флоте.
После революции принимал участие в Гражданской войне на стороне красных. Служил в Волжской военной флотилии, был работником штаба командующего Морскими силами Республики Александра Нёмитца.
Работал управляющим делами и заведующим художественной частью Московского Художественного театра в 1918—1919 и 1921—1926 годах. Сохранилась обширная переписка Подобеда с Владимиром Немировичем-Данченко, которая содержит важные сведения о деловой жизни театра в годы НЭПа. Один из активных организаторов мемориального музея МХАТ.
С 1919 года учился в Первой госкиношколе (ныне ВГИК), затем — в мастерской Льва Кулешова. Дебютировал как киноактёр в драме 1918 года «Болотные миражи», снятой Виктором Туржанским по мотивам романа Василия Немировича-Данченко «Болотные огни». На экраны она вышла только в 1923 году. Первую главную роль исполнил в комедии своего учителя «Необычайные приключения мистера Веста в стране большевиков» (1924).
В 1929 году Всеволод Мейерхольд затеял съёмки фильма «Евгений Базаров» по мотивам романа И. С. Тургенева «Отцы и дети» и привлёк Подобеда в качестве ассистента. После трёх лет разработки сценария, согласования и переноса съёмок фильм так и не был поставлен. С 1930 года Подобед работал с режиссёром Яковым Протазановым в качестве ассистента оператора, второго режиссёра и сорежиссёра над картинами «Праздник святого Иоргена» (обе версии), «Марионетки», «О странностях любви» и «Салават Юлаев».
Параллельно занимался преподаванием (1920—1939). С 1942 года работал на киностудии «Центрнаучфильм».
По воспоминаниям Льва Кулешова, Подобед «…отличался своим воспитанием, безупречной честностью, дисциплиной, чёткостью во всём, организованностью… Беззаветно был влюблён в кино, проявлял исключительную старательность как актёр, умел получать наслаждение от работы, которая никогда для него не была чем-то принудительным». Похожую характеристику давал ему и Владимир Немирович-Данченко в своих письмах: «Идеально-честный, образцово-порядочный».
Умер 9 ноября 1965 года. Похоронен на 4 участке Армянского кладбища в Москве рядом с матерью Еленой Карри и женой. Жена — Лидия Константиновна Редега-Подобед (1888—1946), балерина, педагог, балетмейстер Музыкальной студии МХАТ.

## Фильмография

### Актёрские работы
- 1918 — Болотные миражи (на экраны вышел в 1923 году, не сохранился)
- 1924 — Необычайные приключения мистера Веста в стране большевиков — мистер Джон С. Вест
- 1925 — Луч смерти — Подобед, инженер-изобретатель
- 1926 — По закону — Детчи
- 1927 — Земля в плену
- 1929 — Живой труп
- 1929 — Похождения Мюнхаузена (появляется в кадре на несколько секунд)
- 1932 — Горизонт — Ден

### Другое
- 1930 — Праздник святого Иоргена (ассистент оператора, в версии 1935 года указан как сорежиссёр)
- 1931 — Игрушки (режиссёр совместно с А. Хохловой)
- 1932 — Мёртвый дом (ассистент режиссёра)
- 1934 — Марионетки (совместная работа с режиссёром Яковом Протазановым)
- 1936 — О странностях любви (сорежиссёр)
- 1937 — Юность (консультант, режиссёрский сценарий)
- 1940 — Салават Юлаев (второй режиссёр)
- 1956 — Цех-автомат (десятиминутная документальная лента о производстве подшипников)